# Dinastia sadita

Conquestes de la dinastia sadita

Sadita fou el nom donat als membres de la dinastia xerifiana que regnaren al Mabreb al-Aksa del 1542 al 1660.

## Antecedents
Els xorfa (els descendents de Fàtima, filla del Profeta) havien emigrat d'Aràbia al Marroc al segle xiv i s'havien instal·lat al uadi Dar'a (i una branca a Tafilalt, anomenats xorfa hassànides o alides) i no van tardar a adquirir una gran reputació religiosa entre les tribus del sud del país. Al segle xv es van sentir obligats a protegir a les poblacions del sud contra els atacs portuguesos de Santa Cruz. Al segle xvi es beneficiaven del prestigi que el renaixement islàmic del país produïa entre el poble per les personalitats religioses. El 1509 o 1511 el xerif de Tagmaddart, Muhammad Abu Abd Allah al-Kaim, va rebre la petició de posar-se al front dels musulmans contra el cristians i va acceptar; secundat pels marabuts va iniciar la lluita (gihad) contra els portuguesos. La guerra va assegurar als seus fills Ahmad al-Araj (1517-1544, +1557) i Muhammad I al-Mahdi (Muhammad al-Shaykh o Mohammed ash-Sheikh 1544-1557) la possessió del sud del Marroc fins al Umm Rabi. Va esclatar un conflicte entre els dos germans i la intervenció del sultà en la querella no va fer sinó accelerar la fi al seu govern. Muhammad I al-Mahdi va entrar a Fes (1544 o 1550) i un intent de restauració marínida el 1554 amb el suport dels otomans d'Alger va fracassar i va consolidar la dinastia

## La dinastia
Fundada pel xeic Muhammad I al-Mahdi, que amb la presa l'any 1523 del sud marroquí als wattàssides i l'ocupació definitiva de Fes el 1544, inicià la supremacia àrab enfront dels anteriors governs d'origen amazics. S'alià amb la corona de Castella per a fer front a l'expansió otomana des d'Algèria i durant el fracassat setge otomà de la ciutat espanyola d'Orà l'estiu de 1556, ash-Sheikh, aliat amb els espanyols, va aconseguir capturar Tlemcen als otomans. Al-Mahdī fou assassinat per emissaris de Solimà el Magnífic l'any 1557, fet que va provocar lluites dinàstiques entre el mawlāy Abu Abd Allah Muhammad II al Maslukh i el seu oncle Abd-al-Màlik al-Ghazi fins a la intervenció portuguesa i posterior batalla de Kasr al-Kabir del 1578, on moriren el mawlāy Muhammad i Sebastià de Portugal, sent proclamat soldà el fill d'Abd al-Malik, Ahmad al-Mansur.
Amb Ahmad al-Mansur arriba el moment més esplendorós de la dinastia amb les conquestes de Tombouctou i Gao l'any 1591 arran de la victòria a la batalla de Tondibi, en la que va destruir l'imperi Songhai i refermada amb la derrota de l'imperi de Mali a la batalla de Djenné en 1599, amb l'obertura del comerç transsaharià d'or i d'esclaus, fonamentalment, i l'inici del comerç amb la Gran Bretanya. Les riqueses del Sudan occidental van permetre l'establiment d'una cort fastuosa copiada de l'otomana i la construcció de notables monuments a la capital Marràqueix. D'aquesta època data l'organització del makhzan (pronunciat makhzen). El principal suport d'al-Mansur foren les tribus del sud però també les de la regió de Tlemcen i Oudja expulsats cap al Marroc per la conquesta otomana d'Algèria; aquestes tribus foren coneguts com els shraga (orientals). Al-Mansur va organitzar un exèrcit de renegats, moriscs andalusins, i negres, instruïts per desertors turcs. L'exèrcit garantia el manteniment de l'orde i la percepció de l'import i constituïa el braç executiu del makhzan i així tendien a assimilar-se el govern i el makhzan. Això va funcionar amb un poder fort però amb governs dèbils no va funcionar.

## Final
Amb la mort d'al Mansur el 1603 van començar les lluites entre els seus fills per la successió. Zaydan ibn Ahmad es va imposar a Marraqueix però un germà es va mantenir a Fes. Els andalusins de Rabat i de Salé es van dedicar a la corsa i van formar una república pirata, els Dendi i els nòmades Tuareg i Fulani van iniciar una guerra de guerrilles que amenaçava els recursos i la presència marroquina a Mali. Els espanyols van ocupar Larraix. Els marabuts es van oposar ara als sadites i un d'ells, Sidi Ali ibn Muhammad va governar el Sus; el chorfa hasanides van prendre el poder a Tafilalt; el marabut del Gharb, Sidi Muhammad al-Ayyashi, cap dels "Voluntaris de la Fe", governava la regió; al centre del país la zawiya de Dila agafava poder sota Abu-Abd-Al·lah Muhàmmad al-Hajj, que va acabar derrotant els sadites i al-Ayyashi i es va apoderar de Fes i de Salé obtenint el suport de britànics i holandesos, però no va poder eliminar els seus adversaris i els sadites es mantenien a Marraqueix (governant només la ciutat i els suburbis).
La branca sadita de Marraqueix va tenir en Zaydan ibn Ahmad a l'únic sobirà destacat; el seu fill, depravat i cruel, que el va succeir el 1627, fou assassinat el maig de 1631. Els assassins van posar al tron al seu germà al-Walid ibn Zaydan al que igualment van matar el 1636, posant llavors al tron a un tercer germà, Mahàmmad aix-Xaykh al-Àsghar, que sense cap poder va restar al tron fins a 1655. A la seva mort el seu fill Ahmad al-Abbas (1655–1659) va quedar sota tutela del xeic de la tribu àrab dels Shabbana o Shabbanat que el 1659/1660 el va assassinar i va portar al poder al seu fill i caid local Abd al-Karim ibn Abu Bakr conegut per Karrum al-Hadjdji que va tenir un govern encertat. A la seva mort el va succeir el seu fill Abu Bakr ibn Abd al-Karim (1668) que al cap de dos mesos fou enderrocat per l'antic xerif de Tafilalt i ara sultà alauita de Fes Mulay al-Rashid (1666-1672)

## Genealogia dels sultans
- Àhmad ibn Muhàmmad
  - Zaydan
    - Makhluf
      - Alí
        - Abd-ar-Rahman
          - Muhàmmad
            - Muhàmmad al-Mahdí al-Qàïm bi-amr-Al·lah 1509-1517
              - Àhmad al-Àraj 1517-1544 (+1557)
              - Mahàmmad (I) aix-Xaykh 1544-1557 
                - Abd-Al·lah al-Ghàlib 1557–1574
                  - Mahàmmad al-Maslukh 1574–1576
                  - An-Nàssir ibn al-Ghàlib bi-L·lah

                - Abd-al-Màlik al-Ghazi 1576–1578
                - Àhmad al-Mansur 1578–1603
                  - Al-Mamun ibn Àhmad 1605-1613, a Fes i Marraqueix 1606-febrer de 1607 i desembre de 1607 a gener de 1608, només a Fes des de febrer a desembre de 1607 i després del 1608, vegeu branca dels sadites de Fes
                  - Abu-Faris Abd-Al·lah Agost de 1603 a Marraqueix fins a 1606
                  - Zaydan Abu-l-Maali 1603 a 1604 a Fes, 1607–1627 a Marraqueix, enderrocat el 1608 per Muhammad III, del 1612 al 1613 pel marabut Abu Maali i del desembre de 1618 al 1620 pel marabut Yahya ibn Abd Allah, vegeu branca dels sadites de Marràqueix

                - Abd-al-Mumin ibn Muhàmmad
                  - Abu-Sulayman Daud ibn Abd-al-Mumin
                  - Muhàmmad (III) ibn Abd-al-Mumin a Gilliz 1608, a Marràqueix 1608, a Gilliz 1608- abans de 1613

### Branca dels sadites de Fes
- Al-Mamun ibn Àhmad 1603-1613
  - Abd-Al·lah ibn al-Mamun 1613-1623
  - Abd-al-Màlik ibn al-Mamun 1623-1627
  - Muhàmmad (III) ibn al-Mamun 1619 i 1627-1628

### Branca dels sadites de Marràqueix
- Zaydan Abu-l-Maali 1603–1627 (també Zaydan ibn Àhmad), enderrocat del 1612 al 1613 pel marabut Abu-Maali i del desembre de 1618 al 1620 pel marabut Yahya ibn Abd-Al·lah
  - Abd-al-Màlik ibn Zaydan 1627–1631
  - Al-Walid ibn Zaydan 1631–1636
  - Mahàmmad aix-Xaykh al-Àsghar 1636–1655
    - Àhmad al-Abbàs 1655–1659

  - Àhmad al-Àsghar (Abu-l-Abbàs Àhmad as-Saghir) a Fes 1628